# خوک‌های بدجنس
خوک‌های بد (به انگلیسی: Bad Piggies) یک بازی ویدئویی به سبک معمایی، ساختهٔ راویو انترتینمنت است. دراین بازی شما برخلاف بازی پرندگان خشمگین باید خوک‌ها را کنترل کنید. این بازی در ۲۷ سپتامبر ۲۰۱۲ برای آی‌اواس، اندروید، مایکروسافت ویندوز و اواس‌ده منتشر گردیده است.
در این نسخه بازیکن باید توسط خوک‌ها به مقصد نهایی و هدف مورد نظر بازی برسد. در این بازی بازیکنان دارای وسیله‌هایی برای حرکت دادن خوک‌ها هستند و باید با فکر درست طوری بچینند که خوک‌ها بتوانند حرکت کنند تا موانع را منفجر و تمامی امتیازها را کسب کنند. وسیله پرتاب می‌تواند یک گاری، لاستیک، خودرو یا حتی هواپیما باشد.
گیم پلی:
دارای سه فصلی به نام های Ground Hog  day و When Pigs Fly و Sand Box میباشد.هر کدام از این فصل ها به غیر جعبه شنی 36 مرحله ی اصلی دارند که بر روی سطح زمین و آسمان صورت میگیرد و 9 مرحله ی فرعی دارد که در غار ها و زیر زمین صورت میگیرد که بازیکنان با دریافت کامل ستاره ها (۳ ستاره شدن در هر بازی) میتوانند یک بازی فرعی را بازکنند.فصل سند باکس یا جعبه ی شنی: دارای 5 مرحله است که بصورت دو به دو به فصل های قبلی اشاره دارد و هنگامی‌که بازیکن فصل های قبلی را طی کرده باشد این مراحل باز میشوند.مرحله ی پنج آن هم به جمجمه ی سفید رنگ مخفی در برخی از مراحل اشاره دارد که بازیکن باید تمام آن ها که 20 عدد است را باید دریافت کرده باشد تا بتواند آن مرحله را باز کند.  
در ژوئن ۲۰۱۶، راویو اینترتینمنت خوک‌های بد را تبدیل به یک عنوان بازی رایگان نمود.

## خوک های بد edge mod
یک نسخه ویرایش شده توسط توسعه دهندگان سوم شخص با محدودیت های کمتر و تجهیزات بیشتر نیز تحت عنوان Leading Edge mode وجود دارد و می توان آن را از دیسکورد دانلود کرد. در این نسخه محدودیت های فضا از بین رفته و بازیکنان می توانند در هر جایی حتی خارج از محدوده بازی وسیله بسازند. همچنین تجهیزات جدیدی مانند موتور جت، سلاح های جدید، چرخ بزرگ، بلوک های رنگی و .... نیز به بازی اضافه شده اند.

## خوک های بد ۲
در سال ۲۰۲۳ دنباله این بازی توسط راویو اینترتیمنت تحت عنوان Bad piggies 2 (خوک های بد ۲) ایجاد شد اما به سرعت این پروژه لغو شد و کاربران هنگام اجرای بازی با خطای every things has gone wrong, please restart game مواجه می شوند.یکی از تغییرات گسترده این دنباله اضافه شدن محیط سه بعدی به بازی بود.